# Evil in the Night
Albums de Merciless Death
Annihilate the Masses
(2004) Realm of Terror
(2008)
Evil in the Night est le premier album studio du groupe de Thrash metal américain Merciless Death. L'album est sorti le 5 mai 2006 en auto production.
La pochette de l'album original a été réalisée par Andy et Cesar Torres.
L'album a été ré-édité l'année suivante. Il est ressorti le 20 mars 2007 sous le label Heavy Artillery Records. Une nouvelle pochette a été réalisée pour cette ré-édition. Elle a été faite par Ed Repka.
Le morceau Exumer est probablement un hommage au groupe du même nom.

## Musiciens
- Andy Torres - chant, basse
- Dan Holder - guitare
- Cesar Torres - batterie

## Liste des morceaux
1. Slaughter Lord - 3:03
2. Deadly Assault - 2:16
3. Command Death - 2:36
4. Burn in Hell - 3:46
5. Exumer - 2:51
6. Act of Violence - 4:10
7. Final Slaughter - 3:11
8. Ready to Kill - 3:34